# Cobalt (jogo eletrônico)
Cobalt é um jogo de ação desenvolvido Oxeye Game Studio e publicado pela Mojang Stockholm, foi lançado para Xbox 360, Xbox One e Microsoft Windows. Foi lançado oficialmente em 2 de fevereiro de 2016.

## Jogabilidade
Cobalt oferece vários modos de jogo diferentes que estão disponíveis, tais como Capture the Plug (uma variação de capturar a bandeira), Deathmatch, TeamStrike (com uma vida cada, inspirado por Counter-Strike ), Sobrevivência, e futuramente um modo aventura cooperativo (nesse modo, jogadores se ajudam para cumprir um certo objetivo). Juntamente com estas características, os jogadores podem criar seus próprios mapas com o editor de mapas do jogo.

## Desenvolvimento

### Alpha
Cobalt foi lançado em seu fase alfa de desenvolvimento, e as atualizações para versões subsequentes do jogo são gratuitas. A versão alfa foi inicialmente apenas disponível para o sistema operacional Windows. A versão para Mac OS X foi lançada em 27 de junho de 2013.
A versão alfa inicialmente apresenta:
- Multiplayer local (LAN).
- Modo single-player e modo de aventura cooperativo.
- Editor de níveis (mapas).

### Beta
Os recursos adicionais são planejadas para a fase beta, incluindo um editor totalmente funcional (e vários editores), compartilhamento de nível no jogo entre os jogadores, bem como OS X, Linux e Mac OS. Destes, os editores do OS X foram liberados durante a fase alfa.

### Ouro
A versão final do jogo vai incluir ferramentas para compartilhamento de conteúdo gerado pelo usuário , um modo aventura e vários jogadores de computador.

## Versões Xbox
Em 20 de agosto de 2013, uma versão de console de cobalt foi anunciada durante a Gamescom 2013. O jogo vai ser importado para o Xbox 360 e Xbox One pela empresa de desenvolvimentos de jogos sueca Fatshark.